# Csázma (folyó)
A Csázma (horvátul: Česma) egy folyó Horvátországban, a Lónya bal oldali mellékvize.

## Leírása
A Csázma 123,5 km hosszú, a vízgyűjtő területe 2608 km². A Bilo-hegység déli lejtőin ered a Grđevica, a Barna és a Grbavac forráspatakokból a Nagygordonyához tartozó Pavlovac határában és Okoli falu határában ömlik a Lónyába. 
A Csázma-folyó medencéje legyező alakú, számos patak alkotja, amelyek Bilo- és Monoszlói-hegység lejtőin erednek. A Bilo déli lejtői enyhe lejtésűek, számos patak és vízfolyás barázdálja őket. A lejtőkön számos forrás jelenik meg, amelyek az év száraz felében elveszítik a vizüket. A Csázma főbb mellékvizei: a Žavnica, a Velika, a Račačka, a Mlinište, a Ciglenski-patak, a Severinski-patak, a Kovačica, a Plavnica és a Bjelovarski-patak. 
Száz évvel ezelőttig a Csázma környéke gyakori áradásnak volt kitéve, ami mocsarasá tette. Ekkor az árvizek elleni védekezés céljából töltéseket építettek, a talajt pedig lecsapolták, hogy szántóföldet szerezzenek, valamint a malária ellen is küzdhessenek.
Bár a folyót és mellékvizeit szabályozták, az áradások ma is gyakoriak (október-április). 
A folyó gazdag halakban (harcsa, ponty, csuka, fejes domolykó, keszeg, sügér, süllő, márna stb.). Az egykori mocsaras élőhelyek helyén ma tavak vannak, amelyeket a Csázmába ömlő patakok vizével táplálnak. Ezek a tavak a vizimadarak utolsó menedékhelyei a Dráva és a Száva között. A folyó mellett több nagyobb halgazdaság is található. Északon vannak a Dubrava halastavak, a déli part mentén pedig a Siščani, Blatnica és Narta halastavak. Mindkét komplexum körülbelül 5 kilométer hosszan húzódik a Csázma mentén, és hasonló környezettel rendelkezik. Körülbelül 5 kilométerre vannak egymástól. A halastavak teljes területe 1346 hektár.

## Fordítás
- Ez a szócikk részben vagy egészben  a(z)   Česma (rijeka) című horvát Wikipédia-szócikk ezen változatának fordításán alapul.  Az eredeti cikk szerkesztőit annak laptörténete sorolja fel. Ez a jelzés csupán a megfogalmazás eredetét és a szerzői jogokat jelzi, nem szolgál a cikkben szereplő információk forrásmegjelöléseként.